# Hugo L. Ricaldoni
Hugo L. Ricaldoni war ein uruguayischer Politiker.
Ricaldoni gehörte der Partido Colorado an und war von der 33. bis zur 35. Legislaturperiode in den Zeiträumen 25. Mai 1938 bis 4. Juli 1938, 15. Februar 1943 bis 5. April 1943 und 15. Februar 1947 bis 14. Februar 1951 gewählter Abgeordneter für das Departamento Montevideo in der Cámara de Representantes. Er übte dabei in den Jahren 1947 bis 1949 das Amt des Zweiten Kammervizepräsidenten aus. Ferner war er Generalsekretär des uruguayischen Präsidenten und Herausgeber von El Tiempo.